# Sycoscapter guamensis
Sycoscapter guamensis is een vliesvleugelig insect uit de familie Pteromalidae. De wetenschappelijke naam is voor het eerst geldig gepubliceerd in 1946 door Fullaway.